# Zipčica
Zipčica je etno album hrvatske glazbenice Lidije Bajuk s obradama dvadeset i dva hrvatska narodna božićna i trikraljska napjeva iz svih dijelova Hrvatske i iseljeništva. Snimljen je u suradnji s pijanistom Matijom Dedićem, violončelistom Stanislavom Kovačićem, basistom Mladenom Barakovićem, tamburašem Antunom Božićem i udaraljkašem Brankom Trajkovom, na temelju njihove višegodišnje zajedničke suradnje.
Napjevi koji se baštine u liturgijskoj, koledarskoj i široj folklornoj tradiciji obuhvaćaju Gradišće, Pomurje, Međimurje, Podravinu, Slavoniju, Bilogoru, Hrvatsko zagorje, Prigorje, Turopolje, Pokuplje, Gorski kotar, Hrvatsko primorje, Istru, Dalmaciju i Bosnu.